# Nowe Drogi
Nowe Drogi (рус. «Нове дроги», с пол. — «Новые пути») — польский ежемесячный журнал, теоретический и политический печатный орган ЦК Польской рабочей партии, с 1948 года — орган ЦК Польской объединённой рабочей партии. Выходил в Варшаве с 1947 по 1989 год.
Журнал публиковал обширные статьи, посвященные обоснованию внутренней и внешней политики Польской народной республики, а также освещал идеологические и организационные вопросы правящей партии – ПОРП.